# Turdus obsoletus
Turdus obsoletus là một loài chim trong họ Turdidae.